# Bibliografie

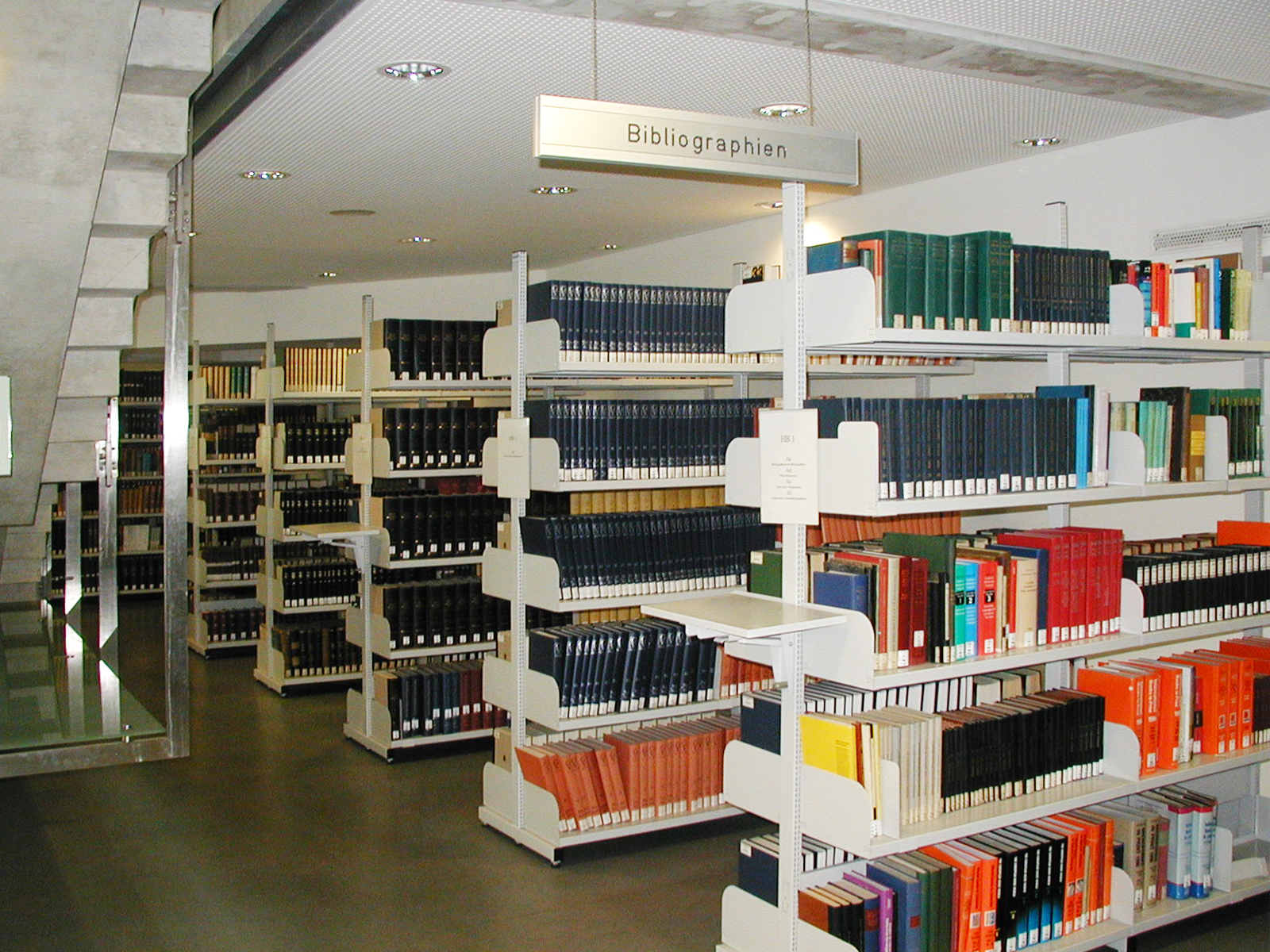
Regály v univerzitní knihovně ve Štýrském Hradci

Bibliografie (z řeckého βιβλιογραφία, bibliographia, doslovně „psaní knihy“) je v praxi akademické studium knih. V podobném smyslu se používá také pojem bibliologie (z řeckého -λογία, -logia). Celkově se bibliografie nezabývá obsahem knih, nýbrž metodami jejich evidence a práce s nimi.
Původně v prvních třech stoletích našeho letopočtu, bylo slovo bibliografie chápáno jako ruční kopírování knih. Ve 12.  století se začal tento pojem používat pro promyšlené skladování knih a od 17. století jde již o systém knižní evidence.
Produktem praktické bibliografie je bibliografie jakožto vedení systematického seznamu knih a dalších děl, určeného k novinářské a spisovatelské činnosti. Bibliografie je seznam knih, z něhož autor čerpal při psaní vlastního díla, je obvykle uváděna na konci knihy, také se ale může jednat o zcela samostatnou publikaci věnující se seznamu knih a jiných děl. Tyto samostatné bibliografické publikace jsou například papírové i elektronicky zpracované katalogy knihoven. Bibliografické práce jsou téměř vždy považovány za terciární zdroje.
Bibliografické práce se liší v množství detailů v závislosti na účelu a lze je obecně rozdělit do dvou kategorií: enumerativní bibliografie a analytická bibliografie.
V dřívějších dobách se bibliografie výhradně věnovala knihám, dnes může bibliografie zahrnovat časopisy, audionahrávky, filmy, obrazy i internetové stránky.
Odborný pracovník vykonávající bibliografickou činnost je bibliograf, bibliografka.

## Enumerativní bibliografie
Enumerativní bibliografie (též systematická, nebo kompilativní bibliografie) vede přehled v dané kategorii. Bibliografie je seznam spisů, které sdílejí společný faktor, tím může být jazyk, časové období, autor nebo jiné téma. Seznam může být kompresní, nebo selektivní. Jedním z příkladů je seznam použitých zdrojů, uváděný za prací, někdy též nazývaný reference.
Knižní bibliografie by měla obsahovat:
1. Jméno autora
2. Název díla
3. Místo vydání
4. Jméno nakladatelství
5. Rok vydání
6. ISBN
7. Rozsah dokumentu (počet stran)
8. Pořadí vydání
9. V případě citace z knihy i číslo stránky, odkud bylo citováno

Příklad:
- ČORNEJ, Petr. Tajemství Českých kronik. 2. vyd. Praha: Vyšehrad, 2003. 456 s. ISBN 80-7185-590-1

Odkaz na citaci:
- RYAN, Cornelius. Poslední bitva. Praha: NLN, 1993. ISBN 80-7106-080-1, s. 313

Bibliografie mohou být uspořádány podle autora, tématu, nebo nějakého jiného systému. Bibliografie může být komentovaná, tedy obsahující i autorův komentář k danému dílu. Tyto popisy, obvykle několik vět dlouhé, poskytují přehled zdroje a popisují jeho význam. Tento typ bibliografie se liší od katalogů knihoven tím, že zahrnuje pouze konkrétní díla, nikoli soupis všech položek v knihovně.

## Analytická bibliografie
Analytická bibliografie (též kritická bibliografie) studuje produkci knih. Kritickou studii literatury lze rozdělit na popisnou (též fyzickou), historickou a textovou bibliografii. Popisná bibliografie se věnuje pečlivému posouzení knihy jako fyzického objektu (velikost, formát, vazba atd.), zatímco historická bibliografie má širší pohled na souvislosti, v nichž se kniha vyrábí, zejména tisk a vydavatelství. Textová bibliografie je jiný název pro textovou kritiku.
Podle České terminologické databáze knihovnictví a informační vědy (TDKIV) je termínem analytická bibliografie označována taková bibliografie, která zpracovává obsahově ucelené a formálně oddělené části dokumentu, jakými jsou stati ve sbornících, kapitoly z knih, a především články z periodik. Příbuzným termínem v TDKIV je článková bibliografie, tedy bibliografie článků z jednotlivých periodik.

## Obdobné typy bibliografie
Systematické seznamy jiných než knižních médii se mohou podmínkami lišit, ale tvoří se obdobně jako klasická bibliografie:
- Diskografie – reprodukovaná hudba
- Filmografie – filmy
- Webografie (nebo webliografie) – webové stránky (první použití slova webliografie je zaznamenané v Oxfordském anglickém slovníku a datuje se od června 1995)
- Bibliografie dějin Českých zemí – databáze Historického ústavu Akademie věd ČR